# The Westerner
The Westerner is een Amerikaanse western uit 1940 onder regie van William Wyler.

## Verhaal
Cole Hardin wordt ervan beschuldigd een paard te hebben gestolen. Het dier blijkt eigendom te zijn van Chickenfoot, de rechterhand van rechter Roy Bean. De rechtszetting wordt verstoord door de knappe Jane Ellen Mathews. Cole wordt veroordeeld tot de doodstraf, maar hij kan ontsnappen en houdt zich schuil bij het gezin Mathews. Zo raakt hij betrokken bij een dispuut tussen veeboeren.

## Rolverdeling
| Acteur             | Personage          |
| ------------------ | ------------------ |
| Gary Cooper        | Cole Hardin        |
| Walter Brennan     | Rechter Roy Bean   |
| Doris Davenport    | Jane Ellen Mathews |
| Fred Stone         | Caliphet Mathews   |
| Forrest Tucker     | Wade Harper        |
| Paul Hurst         | Chickenfoot        |
| Chill Wills        | Southeast          |
| Lilian Bond        | Lily Langtry       |
| Dana Andrews       | Hod Johnson        |
| Charles Halton     | Mort Borrow        |
| Trevor Bardette    | Shad Wilkins       |
| Tom Tyler          | King Evans         |
| Lucien Littlefield | Vreemdeling        |